# Acid android live 2003
『acid android live 2003』（アシッド アンドロイド ライヴ にせんさん）は、日本のロックバンド・L'Arc〜en〜Cielのドラマー、yukihiroのソロプロジェクトであるacid androidのライヴビデオ。2004年3月3日発売。発売元はDanger Crue Records。

## 解説
yukihiro（L'Arc〜en〜Ciel）が2001年より開始したソロプロジェクト、acid androidで発表した初のライヴビデオ。
本作は、2003年3月12日より開催した、acid android名義としては初となるライヴツアー「acid android live 2003」の模様を収録したライヴビデオとなっている。なお、本作にはツアーでまわった各会場の模様が収録されている。また、各会場のライヴ映像の他に、ライヴオフショットなども収録されている。ちなみに、本作を通信販売で購入した者に対し、特典としてマウスパッドステッカーが送られている。

## 収録曲
1. perpetual motion（03.12 shinjuku liquid room）
2. relation（03.17 osaka banana hall）
3. double dare（03.19 harajuku astro hall）
4. in loops（05.18 shinjuku liquid room）
5. unsaid（05.27 harajuku astro hall）
6. faults（08.09 fukuoka drum be-1）
7. imagining noises（08.11 hiroshima namiki junction）
8. ring the noise（08.25 utsunomiya vogue）
9. enmity（08.31 mito light house）
10. intertwine（09.16 nagoya e.l.l）
11. stoop down（09.18 osaka big cat）
12. into air（09.22 shibuya-ax）
13. irritation（09.26 shinjuku loft）